# Компромисс (яхта)
Компромисс — вид парусной яхты с металлическим балластом в виде фальшкиля и с килем-швертом, который можно убрать через специальный колодец в корпусе для снижения осадки. В конструкции такой яхты под шверт в киле проделывалась прорезь, над которой монтировался водонепроницаемый швертовый колодец.
Компромисс обладает повышенной остойчивостью по сравнению со швертботом, при этом имеет возможность хода в мелководных водоёмах и прибрежных зонах с сильными ветрами (заливах, озёрах и т. п.), сохраняя мореходность при выходах в открытое море. При осадке, чуть превышающей осадку швертботов и значительно меньшей, чем у традиционных яхт с балластным килем, компромиссы по своей остойчивости близки к последним. Тем не менее, такие парусники не получили широкого распространения из-за сложного устройства, высокой стоимости и невозможности достичь ни лёгкости хода швертботов, ни остойчивости традиционных яхт с балластным килем.
Среди крупнейших компромиссов выделяют советские яхты типа «Ударник», построенные в 1934—1935 годах. Они имели водоизмещение 38 тонн и площадь парусного вооружения до 210 м2.